# Ricinoides
Ricinoides è un genere di ragni appartenenti all'ordine dei Ricinulei della famiglia dei Ricinoididae.

## Distribuzione
Le specie appartenenti al genere ricinoides vivono nell'Africa occidentale.

## Lista delle specie
- Ricinoides afzelii (Thorell, 1892)
- Ricinoides atewa Naskrecki, 2008
- Ricinoides crassipalpe (Hansen & Sørensen, 1904)
- Ricinoides feae (Hansen, 1921)
- Ricinoides hanseni Legg, 1976
- Ricinoides karschii (Hansen & Sørensen, 1904)
- Ricinoides leonensis Legg, 1978
- Ricinoides megahanseni Legg, 1982
- Ricinoides olounoua Legg, 1978
- Ricinoides sjostedtii (Hansen & Sørensen, 1904)
- Ricinoides westermannii (Guerin-Meneville, 1838)